# Nano Ripe
Nano Ripe (estilizado como nano.RIPE ) é uma dupla japonesa de pop rock formada em 1998 como uma banda indie. Eles lançaram três singles e quatro mini álbuns antes de assinarem com a Lantis em 2010. Embora o núcleo da banda seja formado por Kimiko (composição, letras, vocais, guitarra) e Jun Sasaki (composição, guitarra), quando estrearam na Lantis em 2010, a banda também era formada pelo baixista Nobuyuki Abe e pelo baterista Shinn. Shinn deixou a banda em 2011, mas Yūki Aoyama se juntou à banda como baterista em 2013. Abe e Aoyama deixaram a banda em 2016.
Após o lançamento de seu single de estreia "Patricia" (2010), eles lançaram mais quatro singles de 2010 a 2011; todos os cinco foram apresentados em seu álbum de estreia Hoshi no Yoru no Myaku no Oto no (2011). Seus próximos três álbuns de estúdio foram Plus to Minus no Shikumi (2012), Namida no Ochiru Sokudo (2013) e Nanairo Megane no Himitsu (2014). Após o lançamento de seu álbum de compilação Shiawase no Kutsu (2015), eles lançaram seu quinto álbum de estúdio Space Echo (2016) e seu sexto álbum de estúdio Pippala no Ki no Shita de (2018). Isso foi seguido por seu segundo álbum de compilação Tsuki ni Sumu Hoshi no Uta: nano.RIPE 10th Anniversary Best (2020) e seu sétimo álbum de estúdio Fuminshō no Neko to Yoru (2022).

## Integrantes

### Formação atual
- Kimiko (きみコ) (composição, letras, vocal, guitarra)
- Jun Sasaki (ササキ ジュン, Sasaki Jun) (composição, guitarra)

### Ex-integrantes
- Shinn (bateria)
- Nobuyuki Abe (アベ ノブユキ, Abe Nobuyuki)  (baixo)
- Yūki Aoyama (青山 友樹, Aoyama Yūki)  (bateria)

## História

### 1998–2014
nano.RIPE foi formada em 1998 com Kimiko e Jun Sasaki como uma banda indie. Eles lançaram seus dois primeiros singles de forma independente: "Kiminchi e / "Kimi no Uta" (きみんちへ/キミノウタ)  em 31 de outubro de 2004 e "Tricycle Rider" em abril de 2006. Seus dois primeiros mini-álbuns também foram lançados de forma independente: Aoiro Pouch (青色パウチ)  em 12 de março, 2007 e 88 em 7 de março de 2008. Seus próximos dois mini álbuns foram lançados pela White Dream: Soratobu Kutsu (空飛ぶクツ)  em 10 de setembro de 2008 e Jikū Flask (時空フラスコ)  em 13 de maio de 2009. Seu próximo single "Sekai Ten" (世界点)  também foi lançado pela White Dream em 25 de novembro de 2009. Em janeiro de 2010, o baixista Nobuyuki Abe se juntou à banda.
nano.RIPE assinou contrato com a Lantis em 2010 e lançou seu single de estreia major "Patricia" (パトリシア)  em 22 de setembro de 2010.  Eles lançaram seu segundo single "Flash Keeper" (フラッシュキーパー)  em 22 de dezembro de 2010. Seu terceiro single "Hana no Iro" (ハナノイロ)  foi lançado em 20 de abril de 2011; a música-título foi usada como tema de abertura da série de anime Hanasaku Iroha . Eles lançaram seu quarto single "Saibō Kioku" (細胞キオク)  em 29 de junho de 2011. Seu quinto single "Omokage Warp" (面影ワープ)  foi lançado em 3 de agosto de 2011 e a canção-título é usada como o segundo tema de abertura de Hanasaku Iroha . Seu álbum de estreia major Hoshi no Yoru no Myaku no Oto no (星の夜の脈の音の)  foi lançado em 19 de outubro de 2011. O baterista Shinn deixou a banda em 12 de novembro de 2011.
nano.RIPE lançou seu sexto single "Yuki no Sei" (ゆきのせい)  em 31 de janeiro de 2012, limitado a 1.000 cópias. nano.RIPE lançou "Esoragoto" (絵空事)  como seu sétimo single em 25 de abril de 2012;  a música-título é usada como tema de abertura da série de anime Sankarea. O oitavo single da banda "Real World" (リアルワールド)  foi lançado em 25 de julho de 2012; a música-título é usada como tema de abertura da série de anime Humanity Has Declined . O segundo álbum de estúdio de nano.RIPE Plus to Minus no Shikumi (プラスとマイナスのしくみ)  foi lançado em 3 de outubro de 2012. Seu nono single "Moshimo no Hanashi" (もしもの話)  foi lançado em 31 de outubro de 2012;  a música-título é usada como tema de abertura da terceira temporada da série de anime Bakuman . Yūki Aoyama se tornou baterista suporte da banda em fevereiro de 2013 e se juntou oficialmente à banda no mês seguinte.
O décimo single de nano.RIPE "Kagefumi" (影踏み)  foi lançado em 6 de março de 2013;  a música é usada como tema do filme de anime de 2013 Hanasaku Iroha: The Movie – Home Sweet Home . O 11º single de nano.RIPE "Sankaku e.p." (サンカク e.p.)  foi lançado em 22 de maio de 2013;  as três músicas do single são usadas como temas de encerramento da série de anime de 2013 The Devil Is a Part-Timer!. O 12º single da banda "Nanairo Biyori" (なないろびより)  foi lançado em 30 de outubro de 2013;  a música é usada como tema de abertura da série de anime de 2013 Non Non Biyori . O terceiro álbum de estúdio do nano.RIPE Namida no Ochiru Sokudo (涙の落ちる速度)  foi lançado em 8 de janeiro de 2014. O 13º single de nano.RIPE "Tōmei na Sekai" (透明な世界)  foi lançado em 23 de julho de 2014;  a música é usada como tema de encerramento da série de anime de 2014 Glasslip.

### 2015–presente
O quarto álbum de estúdio de nano.RIPE Nanairo Megane no Himitsu (七色眼鏡のヒミツ)  foi lançado em 8 de abril de 2015.  Incluído no álbum está um cover da música "Hotaru" (ホタル)  de Spitz. O 14º single de nano.RIPE "Kodama Kotodama" (こだまことだま)  foi lançado em 22 de julho de 2015; a música é usada como tema de abertura da série de anime de 2015 Non Non Biyori Repeat. nano.RIPE lançou seu primeiro álbum de compilação Shiawase no Kutsu (シアワセのクツ)  em 23 de setembro de 2015. O 15º single de nano.RIPE "Lime Tree" (ライムツリー)  foi lançado em 24 de fevereiro de 2016; a música é usada como tema de encerramento da série de anime de 2016 Undefeated Bahamut Chronicle. O nano.RIPE fez sua estreia na América do Norte no Anime Boston em março de 2016.  O 16º single da banda "Snowdrop" (スノードロップ)  foi lançado em 3 de agosto de 2016; a música é usada como tema de encerramento da série de anime de 2016 Shokugeki no Soma. O quinto álbum de estúdio de nano.RIPE Space Echo (スペースエコー)  foi lançado em 19 de outubro de 2016. O baixista Nobuyuki Abe e o baterista Yūki Aoyama deixaram a banda no final de 2016. Aoyama morreu mais tarde em agosto de 2018.
O 17º single do nano.RIPE "Yoru no Taiyō" (夜の太陽)  foi lançado em 29 de abril de 2017 e só estava disponível durante os eventos da turnê de 2017 do nano.RIPE, Seinaru Tanebi (せいなるたねび) . O 18º single da banda "Kyokyo Jitsujitsu" (虚虚実実)  foi lançado em 15 de novembro de 2017; a música é usada como tema de encerramento da série de anime de 2017 Shokugeki no Soma. O 19º single de nano.RIPE "Azalea" (アザレア)  foi lançado em 7 de fevereiro de 2018; a música é usada como tema de abertura da série de anime de 2018 Citrus. A música "Ao no Rakugaki" (あおのらくがき)  de nano.RIPE é usada como tema de abertura do filme de anime de 2018 , Non Non Biyori Vacation. O sexto álbum de estúdio de nano.RIPE Pippala no Ki no Shita de (ピッパラの樹の下で)  foi lançado em 29 de agosto de 2018. O single digital "I See" (アイシー)   foi lançado em 3 de maio de 2019, seguido pelo 20º single da banda "Yorugao" (ヨルガオ)  em 21 de agosto de 2019. Seu 21º single "Emblem" (エンブレム)  foi lançado em 6 de novembro de 2019; a música é usada como tema de encerramento da série de anime de 2019Shokugeki no Soma.
O 22º single de nano.RIPE "Last Chapter" (ラストチャプター)  foi lançado em 22 de abril de 2020; a música é usada como tema de abertura da série de anime de 2020 Shokugeki no Soma. Eles lançaram seu segundo álbum de compilação Tsuki ni Sumu Hoshi no Uta: Nano Ripe 10th Anniversary Best (月に棲む星のうた ～nano.RIPE 10th Anniversary Best～)  em 23 de setembro de 2020. A música "Tsugihagi Moyō" (つぎはぎもよう, Patchwork Pattern) de nano.RIPE  foi lançada no álbum de compilação de músicas tema Non Non Biyori Non Non Biyori Days (のんのんびよりでいず)  em 24 de fevereiro de 2021; a música é usada como tema de abertura da série de anime de 2021 Non Non Biyori Nonstop. Seu mini álbum digital Chiisana Inori no Sho (小さな祈りの書)  foi lançado em 5 de novembro de 2021. O sétimo álbum de estúdio de nano.RIPE Fuminshō no Neko to Yoru (不眠症のネコと夜)  foi lançado em 12 de outubro de 2022.  Outro mini álbum, Hikari no Nai Machi (光のない街) , foi lançado em 23 de agosto de 2023;  a faixa-título é usada como tema de abertura da segunda metade da segunda temporada de The Devil Is a Part- Temporizador!.
Em 2024, se apresentaram no Brasil participando da Anime Friends.

## Discografia

### Álbuns

#### Álbuns de estúdio
| 2007                                                                 | Aoiro Pouch - Lançado em: 12 de março de 2007 - Formato: CD                                                                             | —   |
| 2008                                                                 | 88 - Lançado em: 7 de março de 2008 - Formato: CD                                                                                       | —   |
| 2008                                                                 | Soratobu Kutsu - Lançado em: 10 de setembro de 2008 - Formato: CD                                                                       | —   |
| 2009                                                                 | Jikū Flask - Lançado em: 13 de maio de 2009 - Formato: CD                                                                               | —   |
| 2011                                                                 | Hoshi no Yoru no Myaku no Oto no - Lançado em: 19 de outubro de 2011 - Gravadora: Lantis (LACA-15150, LACA-35150) - Formato: CD, CD+DVD | 39  |
| 2012                                                                 | Plus to Minus no Shikumi - Lançado em: 3 de outubro de 2012 - Gravadora: Lantis (LACA-15237, LACA-35237) - Formato: CD, CD+DVD          | 35  |
| 2014                                                                 | Namida no Ochiru Sokudo - Lançado em: 8 de janeiro de 2014 - Gravadora: Lantis (LACA-15370, LACM-35369, LACM-35370) - Formato: CD       | 17  |
| 2015                                                                 | Nanairo Megane no Himitsu - Lançado em: 8 de abril de 2015 - Gravadora: Lantis (LACA-15481, LACA-35481) - Formato: CD, CD+DVD           | 26  |
| 2016                                                                 | Space Echo - Lançado em: 19 de outubro de 2016 - Gravadora: Lantis (LACA-15580, LACA-35580) - Formato: CD, CD+DVD                       | 48  |
| 2018                                                                 | Pippala no Ki no Shita de - Lançado em: 29 de agosto de 2018 - Gravadora: Lantis (LACA-15736, LACA-35736) - Formato: CD, CD+DVD         | 52  |
| 2021                                                                 | Chiisana Inori no Sho - Lançado em: 5 de novembro de 2021 - Gravadora: Lantis (LZC-2036) - Formato: CD                                  | —   |
| 2022                                                                 | Fuminshō no Neko to Yoru - Lançado em: 12 de outubro de 2022 - Gravadora: Lantis (LACA-25018) - Formato: CD                             | 135 |
| 2023                                                                 | Hikari no Nai Machi - Lançado em: 23 de agosto de 2023 - Gravadora: Lantis (LACA-25066, LACA-25067) - Formato: CD                       | —   |
| "—" denotes releases that did not chart or were ineligible to chart. | |     |

#### Coletâneas
| Ano  | Detalhes do álbum | Posição no Oricon Albums Chart |
| ---- | --- | ------------------------------ |
| 2015 | Shiawase no Kutsu - Lançado: 23 de setembro de 2015 - Rótulo: Lantis (LACA-15514, LACA-35514) - Formato: CD, CD+DVD                           | 33                             |
| 2020 | Tsuki ni Sumu Hoshi no Uta: nano.RIPE 10th Anniversary Best - Lançado: 23 de setembro de 2020 - Rótulo: Lantis (LACA-9778–9779) - Formato: CD | 34                             |

### Singles
| 2004                                                                 | "Kiminchi e"         | —   | —                                                           |
| 2004                                                                 | "Kimi no Uta"        | —   | —                                                           |
| 2006                                                                 | "Tricycle Rider"     | —   | —                                                           |
| 2009                                                                 | "Sekai Ten"          | —   | Hoshi no Yoru no Myaku no Oto no                            |
| 2010                                                                 | "Patricia"           | —   | Hoshi no Yoru no Myaku no Oto no                            |
| 2010                                                                 | "Flash Keeper"       | —   | Hoshi no Yoru no Myaku no Oto no                            |
| 2011                                                                 | "Hana no Iro"        | 15  | Hoshi no Yoru no Myaku no Oto no                            |
| 2011                                                                 | "Saibō Kioku"        | 59  | Hoshi no Yoru no Myaku no Oto no                            |
| 2011                                                                 | "Omokage Warp"       | 34  | Hoshi no Yoru no Myaku no Oto no                            |
| 2012                                                                 | "Yuki no Sei"        | —   | Plus to Minus no Shikumi                                    |
| 2012                                                                 | "Esoragoto"          | 52  | Plus to Minus no Shikumi                                    |
| 2012                                                                 | "Real World"         | 26  | Plus to Minus no Shikumi                                    |
| 2012                                                                 | "Moshimo no Hanashi" | 85  | Namida no Ochiru Sokudo                                     |
| 2013                                                                 | "Kagefumi"           | 33  | Namida no Ochiru Sokudo                                     |
| 2013                                                                 | "Sankaku e.p."       | 35  | Namida no Ochiru Sokudo                                     |
| 2013                                                                 | "Nanairo Biyori"     | 27  | Namida no Ochiru Sokudo                                     |
| 2014                                                                 | "Tōmei na Sekai"     | 29  | Nanairo Megane no Himitsu                                   |
| 2015                                                                 | "Kodama Kotodama"    | 35  | Space Echo                                                  |
| 2016                                                                 | "Lime Tree"          | 48  | Space Echo                                                  |
| 2016                                                                 | "Snowdrop"           | 100 | Space Echo                                                  |
| 2017                                                                 | "Yoru no Taiyō"      | —   | Pippala no Ki no Shita de                                   |
| 2017                                                                 | "Kyokyo Jitsujitsu"  | 92  | Pippala no Ki no Shita de                                   |
| 2018                                                                 | "Azalea"             | 59  | Pippala no Ki no Shita de                                   |
| 2019                                                                 | "I See"              | —   | Tsuki ni Sumu Hoshi no Uta: nano.RIPE 10th Anniversary Best |
| 2019                                                                 | "Yorugao"            | 144 | Tsuki ni Sumu Hoshi no Uta: nano.RIPE 10th Anniversary Best |
| 2019                                                                 | "Emblem"             | 126 | Tsuki ni Sumu Hoshi no Uta: nano.RIPE 10th Anniversary Best |
| 2020                                                                 | "Last Chapter"       | 41  | Fuminshō no Neko to Yoru                                    |
| "—" denotes releases that did not chart or were ineligible to chart. |                      |     |                                                             |